# Karl Behr
Karl Howell Behr (New York, 30 maggio 1885 – Morristown, 15 ottobre 1949) è stato un tennista statunitense, tra i più capaci giocatori degli anni 1900 e successivamente sopravvissuto del naufragio del Titanic.

## Biografia

### Carriera iniziale
Era figlio di Herman Behr, un fabbricante di carta vetrata di Brooklyn. Giovane prodigio del tennis, cominciò a giocare competitivamente a partire dal 1899, a soli quattordici anni.
Studente all'Università Yale, tra il 1903 e il 1904 vinse alcuni tornei giovanili statunitensi. L'apice della carriera arrivò tra il 1906 e il 1907: prima raggiunse la finale All-Comers del singolare maschile degli US Open, venendo battuto da William Clothier (2-6, 4-6, 2-6), poi si trasferì al torneo di Wimbledon, dove nel 1907 fu eliminato al quarto turno del singolare maschile dal futuro campione Norman Brookes (4-6, 2-6, 6-2, 6-3, 1-6) e nella finale All Comers del doppio maschile, quando in coppia con Beals Wright venne nuovamente sconfitto da Brookes e da Anthony Wilding (4-6, 4-6, 2-6). Nello stesso 1907 giunse in finale di Coppa Davis con la selezione statunitense, prendendosi la rivincita su Brookes e Wilding (3-6, 12-10, 4-6, 6-4, 6-3) ma venendo eliminato per i risultati complessivi negativi della squadra contro l'Australasia.

### SulTitanic
Mentre continuava i propri studi universitari, nel 1910 conobbe Helen Newsom, un'amica della sorella, e se ne innamorò. Cominciò a corteggiarla, ma la famiglia di lei non era favorevole al loro matrimonio, e per tentare di dividere i due giovani all'inizio del 1912 si recarono in viaggio in Europa. Deciso a conquistare l'amata, Behr entrò nell'azienda paterna e con la scusa di piazzare alcune forniture di carta vetrata si trasferì a sua volta nel Vecchio Continente, seguendo Helen e la sua famiglia. Compresa l'inutilità della "fuga", Helen e la famiglia decisero di rientrare negli Stati Uniti prenotando un passaggio a bordo del nuovo transatlantico RMS Titanic, servizio che anche Behr prenotò di lì a poco.
A bordo del Titanic Karl ed Helen poterono finalmente trascorrere del tempo insieme, passeggiando spesso sul ponte di prima classe. La sera del 14 aprile 1912 Behr era rientrato nella sua cabina per andare a dormire, quando verso le 23:45 avvertì un forte scossone: era l'iceberg appena colpito dalla nave. Immediatamente andò ad avvertire la famiglia di Helen, e col fratellastro di lei Richard Beckwith si recò al campo di squash del Titanic, che era stato tuttavia già sommerso dall'acqua. Nonostante la situazione non sembrasse essere pericolosa, la compagnia si recò sul ponte lance e venne convinta a salire a bordo della scialuppa n.5 da Joseph Bruce Ismay, amministratore della White Star Line; in questo modo sia Behr che la famiglia Beckwith si salvarono dal naufragio.
Essendo giovane e in buona salute Karl Behr venne assegnato ad uno dei remi della scialuppa, finché la mattina del 15 aprile venne soccorso insieme agli altri passeggeri dalla nave RMS Carpathia giunta in soccorso.

### Vita successiva
Rientrato negli Stati Uniti, nel marzo 1913 poté sposare l'amata Helen, con cui rimase unito per il resto della vita. La sua carriera tennistica declinò dopo il disastro del Titanic, e nonostante fosse stato convocato per la finale di Coppa Davis 1914 non giocò nemmeno una partita. Alcune settimane dopo il naufragio del Titanic giocò una partita con Richard Norris Williams, tennista in ascesa e altro sopravvissuto del disastro, che dopo due set dominati per 6-0 e 9-7 dovette arrendersi al più esperto Behr, che rimontò i successivi giochi per 6-2, 6-1 e 6-4.
Completò la propria educazione alla Columbia University e divenne avvocato. Continuò a giocare a tennis a livello amatoriale per molti anni ancora, diventando nel frattempo un facoltoso imprenditore. Morì a causa di un tumore nel 1949; poco prima di morire, incoraggiato dai figli racchiuse la propria esperienza sul Titanic nella sua autobiografia KHB, edita postuma.